# 수도관

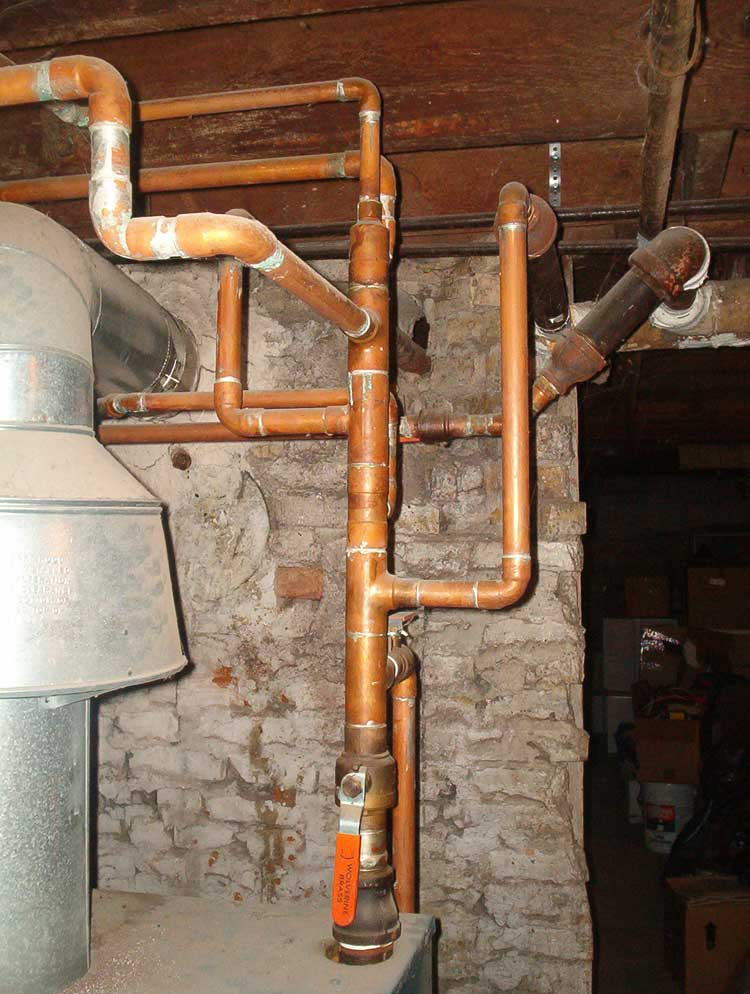
수도관

수도관(水道管)은 물을 통하게 하는 파이프를 말한다.
물의 운송 방법은 세 가지 범주로 나뉜다.
- 파이프라인, 운하, 터널 및 교량을 포함하는 수로
- 탱크 트럭, 탱크 차량 및 탱크 선박을 통한 운송을 포함하는 컨테이너 선적.
- 예인선을 사용하여 빙산이나 그 뒤에 있는 큰 물주머니를 끌어당기는 견인.

무게로 인한 물의 운송은 매우 에너지 집약적이다. 중력의 도움을 받지 않는 한 운하나 장거리 파이프라인은 일정한 간격으로 펌프장이 필요하다. 이와 관련하여 운하의 낮은 마찰 수준은 파이프라인보다 더 경제적인 솔루션이다. 강과 바다에서도 매우 일반적으로 사용된다.